# Gabbia da foraggio
La gabbia da foraggio (detta sbrìnsia nel friulano occidentale e zbrinća nel friulano orientale) è un contenitore a pianta circolare. I cerchi maggiori possono essere in legno di castagno, nocciolo, frassino, interamente o parzialmente decorticato; ad essi sono collegati elementi verticali flessibili, in vitalba o salice rosso. Le dimensioni possono variare da 0,50 a 1,50 cm.
Questo contenitore viene utilizzato per trasportare le foglie secche dal bosco, lo strame per la stalla, il foraggio per gli animali, il fieno. Il contenuto viene pressato nella gabbia, caricata poi sulla nuca, protetta da uno straccio di cotone e bilanciata con le mani. Ancora negli anni Ottanta del Novecento ne era attestato l'uso nell'area pedemontana del Friuli occidentale - valli del Natisone. La fabbricazione era a cura dei contadini, che - sia uomini sia donne - potevano trasportare gabbie da foraggio fino a 80 kg di peso.